# Kula gluonowa
Kula gluonowa (glueball) – cząstka będąca stanem związanym gluonów, której istnienie przewiduje chromodynamika kwantowa. Jest ona hadronem o zerowej liczbie barionowej. Składa się ona z gluonów w takim stanie, że kula gluonowa jest kolorowo obojętna, czyli gluony tworzą bezbarwny stan singletowy:
{\displaystyle {\frac {1}{\sqrt {3}}}(r{\overline {r}}+b{\overline {b}}+g{\overline {g}}),}
gdzie {\displaystyle {\frac {1}{\sqrt {3}}}} to współczynnik normalizacji.
Kule gluonowe nie zostały do tej pory odkryte w doświadczeniu; w 2020 roku w literaturze fachowej ich istnienie ciągle jest określane jako niepotwierdzone. Istnieją możliwości techniczne ich uzyskania – w akceleratorach osiągane są dostatecznie wysokie energie wiązek przeciwbieżnych hadronów. Trudności z wykryciem kul gluonowych tłumaczy się tym, że mogą one występować w stanach mieszanych z mezonami kwarkowymi.
Teoria przewiduje, że kule gluonowe mają masę, mimo że składają się z bezmasowych gluonów. Ponieważ jest osiem różnych gluonów o różnych kolorach, również kule gluonowe mogą mieć różne masy. Z obliczeń wynika, że najlżejszy mezon gluonowy powinien mieć masę równą co najmniej 1,5 GeV. Obecnie za najbardziej prawdopodobnych kandydatów na kule gluonowe uważane są mezony f0(1710) i f0(1500); liczby w nawiasach oznaczają masę cząstek w MeV.
Tradycyjnie kule gluonowe dzielą się na reggeony (np. odderony) i pomerony.